# Takumi Kamijima
Takumi Kamijima (jap. 上島 拓巳, Kamijima Takumi; * 5. Februar 1997 in der Präfektur Chiba) ist ein japanischer Fußballspieler.

## Karriere
Takumi Kamijima erlernte das Fußballspielen in der Jugendmannschaft von Kashiwa Reysol sowie in der Universitätsmannschaft der Chūō-Universität. Von August 2018 bis Januar 2019 wurde er von der Chūō-Universität an den Erstligisten Kashiwa Reysol ausgeliehen. Am Ende der Saison 2018 stieg der Klub in die zweite Liga ab. Nach Ausleihende wurde er Anfang 2019 von Kashiwa fest verpflichtet. Für den mittlerweile in der J2 League spielenden Verein absolvierte er in seiner ersten Profisaison zehn Zweitligaspiele. Am Ende der Saison wurde der Verein Meister der J2 und stieg direkt wieder in die erste Liga auf. Anfang 2020 wurde er vom Zweitligisten Avispa Fukuoka aus Fukuoka ausgeliehen. Ende 2020 wurde er mit dem Verein Vizemeister und stieg in die erste Liga auf. Nach der Ausleihe kehrte er Anfang 2021 wieder zu Kashiwa Reysol zurück. Nach insgesamt 56 Ligaspielen für Reysol wechselte er im Januar 2023 zum Ligakonkurrenten Yokohama F. Marinos. Am 11. Februar 2023 gewann er mit den Marinos den Supercup. Das Spiel gegen den Pokalsieger Ventforet Kofu wurde mit 2:1 gewonnen. Am Ende der Saison 2023 feierte er mit den Marinos die Vizemeisterschaft. Nach 47 Ligaspielen kehrte er im Januar 2025 zu seinem ehemaligen Verein Avispa Fukuoka zurück.

## Erfolge
Kashiwa Reysol
- Japanischer Zweitligameister: 2019  ▲

Avispa Fukuoka
- Japanischer Zweitligavizemeister: 2020  ▲

Yokohama F. Marinos
- Japanischer Supercup-Sieger: 2023
- Japanischer Vizemeister: 2023